# Rhizopsammia nuda
Espèce
Statut CITES
Rhizopsammia nuda est une espèce de coraux appartenant à la famille des Dendrophylliidae.